# Distretto Centrale (Botswana)
Il distretto Centrale (ufficialmente Central District, in inglese) è uno dei nove distretti del Botswana. 	
È situato nella parte centro-orientale del paese e la sua capitale è Serowe.
I suoi principali centri abitati (in ordine decrescente di popolazione) sono:
- Selebi Pikwe
- Serowe
- Mahalapye
- Palapye
- Bobonong
- Letlhakane
- Tonota
- Tutume
- Mmadinare
- Orapa
- Shoshong
- Lerala